# 益羊铁路
益羊铁路，即羊口铁路支线，是潍坊市内的一条地方铁路，由山东高速轨道交通集团有限公司益羊铁路管理处运营。线路起自胶济铁路青州市南站（曾用名益都站），至莱州湾的羊口与大家洼站，正线全长72.27公里，为沿途的海盐、盐化工、乙烯工业的运输线。宅科站至羊角沟段铁路称为宅羊铁路，全长15.8千米。

## 历史
- 1959年铁道部第三勘测设计院勘测。
- 1984年1月全线完成定测，1984年8月施工设计完成。建设业主为潍坊市政府与济南铁路局组成的山东益羊铁路工程建设指挥部。总投资1.16亿元，由铁道部、中国石化总公司、轻工业部、山东省四方分别出资31.1%、18.8%、18.8%、31.1%。
- 1984年5月开工。
- 1987年5月4日临时运营通车。
- 1988年2月28日正式投入运营，同年3月5日，免费临时开行601/602次旅客列车[4]。
- 1989年，配套的信号、给排水、房建等陆续竣工。同年，益羊铁路归属山东省地方铁路局领导管理。
- 宅羊铁路1992年2月至10月建设，1993年竣工验收。
- 2020年4月28日，山东高速轨道交通集团完成对全线无缝钢轨的换铺[5]。

## 改线
诞生于1987年的益羊铁路，曾将大量的原盐、矿石、煤炭等运往全国各地，在寿光的货运方面发挥了重要作用。然而，随着寿光城市的发展以及东部城区的建设，这条原本位于城区东部的地方铁路却从寿光城区南北方向穿过，将寿光城区一分为二，给市民的交通出行带来不便，同时也影响了寿光的城市规划与生态环境。
2009年起，寿光市委、市政府正式启动益羊铁路改线工程，2012年7月开始动工建设，2014年11月17日竣工并通过验收，11月19日正式投入使用。新线从寿光西部经过，南起孙家集街道边线王村，北至古城街道更新庄村，全程21.9公里，由南向北穿过孙家集、文家、化龙、古城四个镇街，共涉及39个自然村，该线路同时也是寿平铁路的组成部分。
2014年11月19日12点20分，第一辆火车从益羊铁路寿光西迁段经过，益羊铁路新线正式通车，铁路从寿光城区经过的历史正式结束。